# Devon Island
Devon Island er den næststørste ø af Dronning Elizabeth-øerne i arktisk Canada og en del af canadiske arktiske øhav. Den er med sine 55.000 km² verdens største ubeboede ø.
På grund af sit strenge arktiske klima har øen en meget artsfattig flora og fauna. Den har en lille stamme af moskusokser; ellers findes nogle få arter af mindre pattedyr og fugle. Sommertemperaturerne overstiger sjældent 10 °C, og vækstsæsonens længde er 40-55 dage. Om vinteren kan temperaturen gå ned til -50 °C.
Bjerggrunden består af prækambriske gnejser og palæozoiske lerskifre. En interessant geologisk struktur er Haughton-krateret, som blev dannet ved et meteoritnedslag for 23 millioner år siden. Meteoritten har haft en anslået størrelse på 2 km i diameter, og krateret – som i dag er en indsø – måler 20 km i diameter.

## Historie
Øen har i perioder vært beboet af inuitter, men har siden 1936 ikke haft fast bosætning. Canadiske myndigheder etablerede i 1924 Dundas Harbour (74°31'N 82°30'W) som en udpost for at kontrollere udenlandsk hvalfangst og anden aktivitet. I 1933 blev stationen udlejet til Hudson's Bay Company. Den var periodevis bemandet til 1951.
Siden 2004 har NASA gjort geologiske, hydrologiske, botaniske og mikrobiologiske studier på øen som et led i sin forskning på planeten Mars.